# Seondeok af Silla
Dronning Seondeok af Silla (koreansk hanja: 善德女王; hangeul: 선덕여왕; revideret romanisering: Seondeok yeowang,; 606-8. februar 647) var dronning af Silla, et af Koreas tre kongedømmer, fra 632 til sin død i 647. Seondeok skal have været Sillas 27. hersker og var den første regerende dronning i et koreansk rige, og den anden kvindelige hersker i eget navn i i Østasien efter Suiko af Japan. I sin regeringstid opfordrede hun til en renæssance indenfor Sillas tankegang, litteratur og kunst.

## Jinpyeongs valg af efterfølger
Før hun blev dronning var Seondeok kendt som Prinsesse Deokman (德曼; 덕만). Hun var den første af kong Jinpyeong af Sillas tre døtre. Hendes nevø, prinsesse Cheonmyeongs søn, blev siden kong Muyeol af Silla, mens hendes ældre søster Prinsesse Seonhwa giftede sig med kong Mu af Baekje, og blev moder til kong Uija af Baekje. Seonhwas eksistens er omstridt efter, at man skal have opdaget beviser, som tyder på, at Uijas mor var Dronning Sataek, og ikke Seonhwa, som det er i de historiske kilder.
Eftersom han ikke havde nogen sønner, valgte Jinpyeong Seondeok som sin efterfølger. Dette var ingen usædvanlig handling i Silla, eftersom kvinder også i tidligere perioder havde haft magt gennem stillinger som rådgivere, enkedronninger og regenter. Gennem rigets historie havde kvinder også været familieoverhoveder, da matriarkalske arvelinjer sameksisterede med patriarkalske. I Silla var kvindernes status derfor relativt høj, men der var fremdeles restriktioner på hvordan de kunne opføre sig; de blev frarådet at begå handlinger, som ikke blev regnet for at være kvindelige. Seondeoks styre førte til, at andre kvinder blev accepteret som Sillas herskere.

## Seondeoks regeringsperiode
I 632 blev Seondeok Sillas enehersker, en stilling hun bevarede til sin død i 647. Hun var den første af tre regerende dronninger i riget; de to andre var Jindeok af Silla, Seondeoks efterfølger, og Jinseong af Silla.
Seondeks regeringstid var voldelig; oprør og kampe i det nærliggende kongedømme Baekje tog meget af hendes opmærksomhed. Alligevel formåede hun i sine fjorten år som dronning at bruge sin intelligens til sin fordel. Da Baekje invaderede Silla, forsøgte hun at oprette en alliance med det tredje af kongerigerne, Goguryeo. Da Goguryeo også vendte sig mod Silla, styrkede hun forbindelserne til det kinesiske Tang-dynasti. Hun formåede at holde riget samlet, og sendte kongelige udsendinge og embedsmænd til Kina. Seondeok er også blevet givet æren for at først have skabt et koreansk ideal for ærefuld opførsel, og hun sendte unge koreanere til Kina for at få oplæring i kampsport.
Som Wu Zetian i Kina var hun tiltrukket af buddhismen, og hun fik opført nye buddhistiske templer. Blandt de markantebuddhistiske bygninger var den nietagers pagode i Hwangryongsa. På hver af etagerne i den 80 m høje pagode var der indskrevet navnet på et af de naboriger, som Silla agtede at erobre. Bunhwangsa og Yeongmyosa blev også byggede i Seondeoks regeringstid.
Hun byggede også "Stjerneobservationstårnet" eller Cheomseongdae, som regnes som Østasiens første observatorium, og som fortsat står i den gamle Silla-hovedstad Gyeongju. Hun arbejdede også for at mindske fattigdommen i riget.
Sangdaedeung Bidan skal også have ledet et oprør mod henne med slagordet "kvindelige herskere kan ikke styre landet" (女主不能善理). Legenden vil have det til, at de under oprøret så en faldende stjerne, som Bidams tilhængere tolkede som afslutningen på dronningens styre. Kim Yu-sin, den kongelige hærs øverstkommanderende siden 629, rådede dronningen til at sende en brændende drage op for at vise, at stjernen var tilbage.
Yeomjong sagde, at omtrent ti dage efter Bidams oprør blev han og tredive af hans mænd henrettet. Dronning Seondeok døde den 8. januar 647, og Bidam blev henrettet den 17. januar, efter at Jindeok af Silla havde overtaget tronen.
Chilsuk og Seokpum skal også have gjort oprør mod Seondeoks styre, men deres oprør må have været kortvarigt.
Hvem, Seondeoks mand var, er ukendt; ifølge Samguk Sagi kan det have været Galmunwang Eum (飮葛文王 음갈문왕), mens i Hwarang Segi havde hun tre mænd med navnene Kim Yong-chun (金龍春 김용춘; Prinsesse Cheonmyeongs mand), Heumban (欽飯 흠반; en af hendes slægtninge) og Eulje (乙祭 을제; som i krigstid regerede på hendes vegne). Hun lader ikke til at have fået efterkommere.

## Legender om Seondeok
Man tror, at hendes faders valg af Seoneok som sin efterfølger blev begrundet med hendes veludviklede intelligens, mens hun endnu var en prinsesse. Ifølge en beretning, som findes i både Samguk Sagi og Samguk Yusa,modtog hendes far engang en kasse med pæonfrø fra kejser Taizong af Tang sammen med et maleri af blomsterne. Da hun så på billedet, bemærkede Seondeok, at blomsterne var smukke, men det var synd, at de ikke lugtede, "for hvis de havde gjorte det, ville der have været sommerfugle og bier omkring blomsterne på billedet." Hendes observation af pæonernes mangel på lugt viste sig at stemme, og dette var kun en af mange episoder, som viste hendes intellekt og dermed evne til at herske.
Det findes også to andre eksempler på Seondeoks usædvanlige evne til at opfatte hændelser før de indtraf. I det første hævdes det, at Seondeok en gang hørte en kvækkende flok hvide frøer ved Jadeportpytten om vinteren. Dette tolkede hun som et tegn på et nært forestående angreb fra Baekje (de kvækkende frøer blev opfattet på som vrede soldater) nordvest for Silla (i astronomien symboliserede hvidt vest) i Kvindedalen (Jadeporten blev associeret med kvinder). Da hun så sendte sine generaler til Kvindedalen, formåede de at fange 2000 Baekje-soldater.
Det andet er beretningen om hendes død. Nogen dage før hun døde, samlede Seondeok sine embedsmænd og gav dem ordren: "når jeg er død, begrav mig når Doricheon (忉利天; "De bedrøvede fortjenesters himmel")." Flere tiår efter hendes død opførte kong Munmu af Silla, rigets 30. hersker Sacheonwangsa (四天王寺; "De fire himmelske kongers tempel") i hendes grav. Da indså adelsmændene at et af Buddhas ordsprog, "Doricheon er over Sacheonwangsa," blev opfyldt af dronningen.